# Längbro kyrka
Längbro kyrka ligger i västra Örebro, cirka 3 kilometer väster om centrum. Den byggdes 1900–1901 och är församlingskyrka i Längbro församling.

## Längbro gamla kyrka
En tidigare kyrkobyggnad från slutet av 1100-talet eller början av 1200-talet låg i nuvarande stadsdelen Norr i Örebro, i närheten av där Klosterbacken ligger idag, något nedanför platsen för nuvarande Olaus Petrikyrkan. I ett brev utfärdat 1314 av påven Clemens V nämns Lengebro cum annexis tillsammans med Almby. Enligt Bertil Waldén torde annexen ha varit Örebro och Ånsta. Under 1500-talet förföll eller revs den gamla Längbrokyrkan och  Sankt Nicolai kyrka fick fungera som kyrkolokal för Längbro socken. Innan dagens kyrka stod klar 1901, fick bönderna från Längbro tidvis hålla till i en liten sidobyggnad till Sankt Nicolai. Denna sidobyggnad kallades "Bonnakurn" i folkmun.

## Historia
I takt med att Örebro växte under slutet av 1800-talet bestämdes 1876 att Längbro församling skulle bilda eget pastorat tillsammans med Eker och Ånsta och en kyrka skulle byggas. Diskussioner fördes var kyrkan skulle byggas. Det dröjde till kyrkostämman 17 oktober 1896 innan man bestämde sig för att kyrkan skulle byggas i närheten av Karlslunds herrgård. Då fick den namnet "Karlslunds kyrka". Kyrkan invigdes av biskop Uddo Lechard Ullman på tacksägelsedagen den 6 oktober 1901.

## Arkitektur
Kyrkan är en tegelkyrka med tegel från Marks tegelbruk och skiffertak från Grythyttan. Den ritades av stadsarkitekten Magnus Dahlander och rymmer 300 personer. Byggmästare  var Salomon Karlsson. Två större renoveringar genomfördes 1935 och 1982. Vid den senaste renoveringen 1982 var Jerk Alton arkitekt och för den konstnärliga utsmyckningen ansvarade konstnären Sven-Bertil Svensson.
Det första man lägger märke till är koret där altaret är placerat. Nuvarande altare är från 1967. Koret utsmyckas i taket av 3 målningar av Sven-Bertil Svensson föreställande jungfru Maria, Jesus och Johannes döparen. I Koret finns fyra blyinfattade fönster från 1901 som visar (från vänster) Jesu födelse, korsfästelse och himmelsfärd. Det fjärde fönstret är enklare ornamenterat. I koret återfinns även ett altarkors utfört av Lars Spaak (1968).

## Inventarier
- På högra sidan finns predikstolen.
- Nedanför predikstolen står dopfunten från 1935 vars fot har blivit ombyggd någon gång efter 1960, (kanske i samband med den senaste renoveringen?). Dopfunten är tillverkad av Yxhults stenhuggeri.
- Bakom läktarorgeln finns ett glasfönster föreställande kyrkomusikens skyddshelgon Sankta Cecilia, utfört av Franz Mayers Hofkunstanstalt i München 1956
- De två mindre läktarna finns på norra och södra sidan och kallas Eker och Ånsta efter de övriga två socknarna som bildar Längbro församling.
- Det himmelsblå innertaket är dekorerat med guldstjärnor.

### Orglar
- 1901 byggde E. A. Setterquist & Son, Örebro, en orgel på 12 stämmor. Den avsynades lördagen 25 januari 1902 av musikdirektör Isak Fredrik Hj. Hjort, Göteborg. Invigning av orgeln skulle ske söndagen 9 februari 1902. Ritning till fasaden uppgjordes av arkitekt Magnus Dahlander som skulle vara i stil med predikstolen och altarringen.[3]
- Kyrkan har 3 läktare varav den bakre rymmer orgeln från 1935 som är tillverkad av E.A. Setterquist & Son i Örebro. Instrumentet innehåller vissa delar från orgeln från 1901. Fasaden med ljudande träpipor ritades av arkitekten Carl-Otto Hallström.
- På vänster sida finns en kororgel tillverkad 1982 av Grönlunds orgelbyggeri.

#### Diskografi
- Klanger från fyra sekel : orglar i Strängnäs stift / Melin, Markus, orgel. CD. Svenska kyrkan. Nummer saknas. 2011.

## Kyrkogården
Kyrkogården invigdes 2 oktober 1898 av kontraktsprosten K.E. Edlund, och den första begravningen där ägde rum den 27 november 1898. 1995 utökades kyrkogården med bland annat en minneslund. Längbro kyrkogård är att betrakta som en skogskyrkogård med ståtliga tallar och ett rikt fågelliv. Kyrkogården ramas in av en klippt granhäck.

### Webbkällor
- Gemensam webbplats för Örebro kyrkliga samfällighet - Längbro kyrka
- Strängnäs stift: Längbro kyrka (text)[död länk].